# 统计图形
统计图形，又称为统计图、统计学图形、图解方法、图解技术、图解分析方法或图解分析技术，是指统计学领域当中用于可视化定量数据的信息图形。有时，人们也把统计图形与各种统计学表格统称为统计图表或统计学图表。

## 概述

安德森鸢尾花卉数据集的双标图

统计学与数据分析过程可大致分为两个组成部分：定量分析方法（Quantitative techniques）和图解分析方法（graphical techniques）。定量分析方法是指那套产生数值型或表格型输出的统计学操作程序；比如，包括假设检验、方差分析、点估计、信賴區間以及最小二乘法回归分析。这些手段以及与此类似的其他技术方法全都颇具价值，属于是经典分析方面的主流。
另一方面，还有一大套我们一般称之为图解分析方法的统计学工具。这些工具包括散点图、直方图、概率图、残差图、箱形图、块图以及双标图。探索性数据分析（Exploratory data analysis，EDA）就密切地依赖于这些手段以及与此类似的其他技术方法。图解分析操作程序不仅仅是在EDA背景下才使用的工具；在检验假设、模型选择、统计模型验证、估计量（estimator）选择、关系确定、因素效应判定以及离群值检出方面，此类图解分析工具还可以作为最佳捷径，用来深入认识数据集。此外，优质的统计图形还可以作为一种令人信服的沟通手段，用来向他人传达存在于数据之中的基本讯息 。
图解式统计学方法具有四个方面的目标：⑴ 探究数据集的内容；⑵ 用于发现数据之中的结构；⑶ 检查统计学模型之中的假设；⑷ 沟通传达分析结果。
如果不采用统计图形，也就会丧失深入认识数据基础结构之一个或多个方面的机会。

## 历史

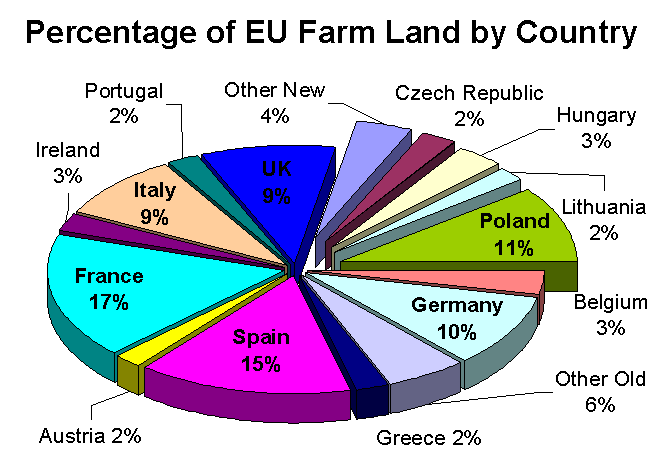
三维饼图示例:欧盟各国拥有欧盟农田的百分比

统计图形的起源可以追溯到人们最早试图分析数据的活动，而如今这种技术方法已经成为科学发展的关键手段之一。早在十八世纪，人们就采用了许多为我们当前所熟悉的统计制图手段和形式，如二维地图、示意地图、条图以及坐标纸。人们对于下列四个问题的关注推动了统计图形技术方法的发展：
- 十七世纪和十八世纪期间的空间组织问题
- 十八世纪期间和十九世纪早期的离散比较问题
- 十九世纪期间的连续分布问题
- 十九世纪和二十世纪期间的多变量分布与相关问题

自1970年代以来，随着计算机图形学及其相关技术方法的复兴，统计图形目前已经东山再起，再度成为一种重要的分析工具。

## 示例

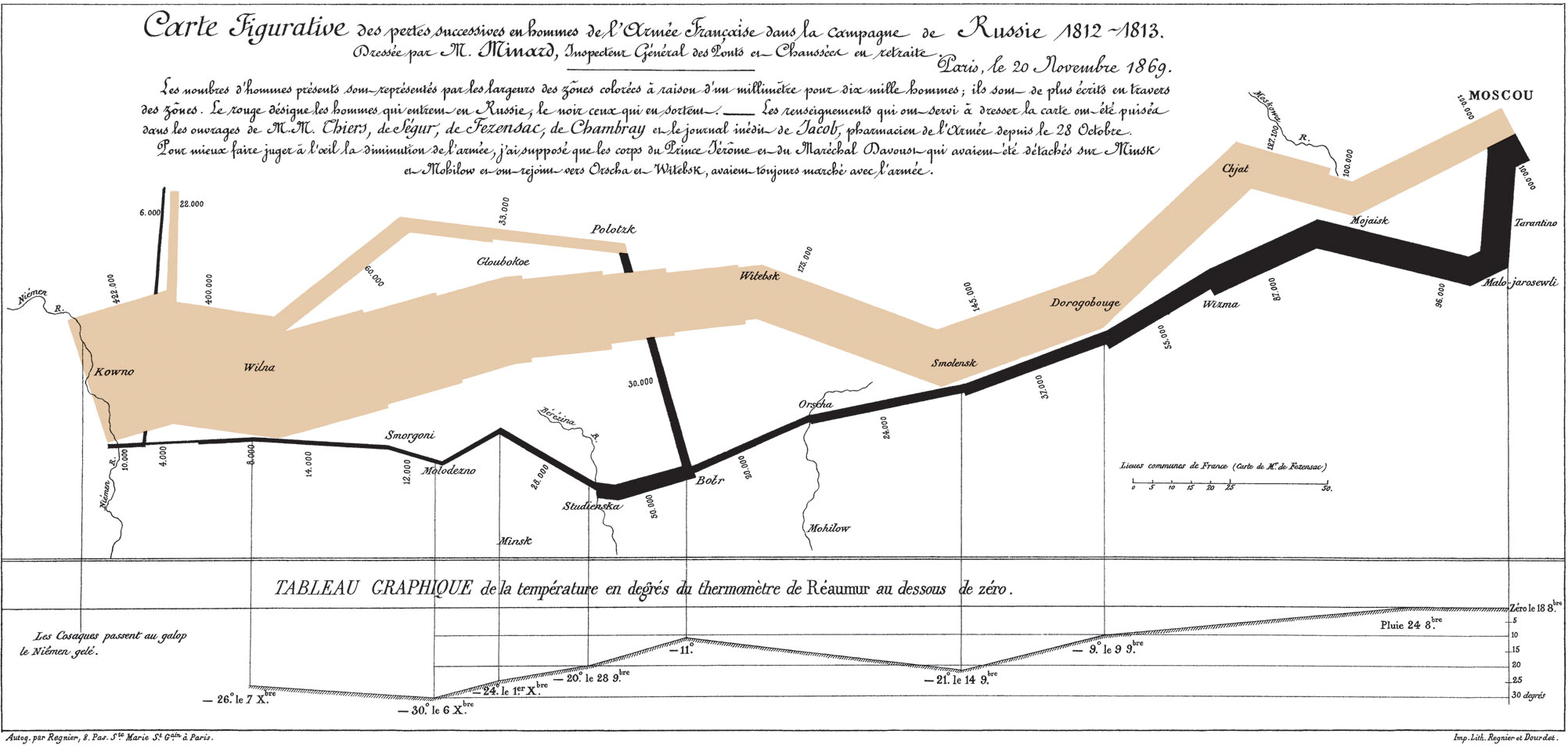
法国工程师查尔斯·约瑟夫·密纳德于1861年绘制的关于拿破仑入侵俄国的信息图形

下列人物是一些著名统计图形的设计者：
- 威廉·普莱费尔（英语：William Playfair）：发表了所谓的第一幅饼图以及众所周知的那张描绘英格兰进出口发展演变情况的图形。
- 南丁格尔：曾经运用统计图形来说服英国政府，以改善军队的卫生状况。
- 约翰·斯诺：绘制了1854伦敦霍乱死亡病例的分布图，从而发现了病源所在。
- 查尔斯·约瑟夫·密纳德：设计了大量的地图；其中，最为著名的一幅描绘了拿破仑入侵俄国的活动。
- 奥托·诺伊拉特：设计了一种特殊类型的统计图形，称为同型圖（英语：Isotype (pictograms)）。这种图形工具的具体目的就是，通过对群众进行形象的可视化教育，来实现社会变革。

## 参见

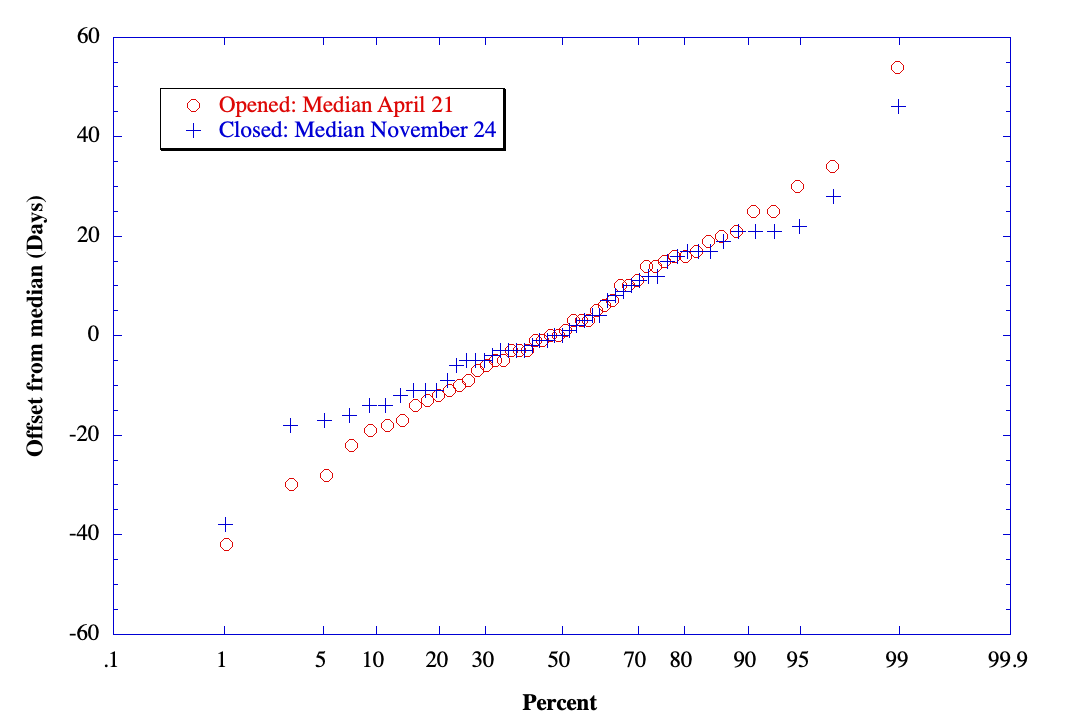
美国华盛顿州20号州道首次开放/最终关闭日期的概率图

## 延伸阅读
- （英文）W.S. Cleveland. . Summit, NJ, USA: Hobart Press. 1993. ISBN 0-9634884-0-6.
- （英文）W.S. Cleveland. . Summit, NJ, USA: Hobart Press. 1994. ISBN 0-9634884-1-4.
- （英文）Paul J. Lewi. . 2006  [2009-03-16]. （原始内容存档于2009-03-11）.
- （英文）Edward R.Tufte.  2nd Edition. Cheshire, CT, USA: Graphics Press. 2001 [1983]. ISBN 0-9613921-4-2.
- （英文）Edward R. Tufte. . Cheshire, CT, USA: Graphics Press. 1992 [1990]. ISBN 0-961-39211-8.